# 克劳施维茨
克劳施维茨（德語：Krauschwitz），是德国萨克森州的市镇，隶属于格尔利茨县。总面积为106.83平方千米，截至2023年12月31日总人口为3,328人。